# Grandes catastrophes en France depuis 1900
 (août 2022).
- Si vous ne connaissez pas le sujet, laissez ce bandeau (vous pouvez alors contacter les auteurs).
- Si vous supprimez le contenu mis en cause (vous pouvez préalablement contacter les auteurs),

argumentez précisément cette suppression dans la page de discussion
(un manque de référence n'est pas un argument ; une recherche réelle de référence doit avoir été effectuée, être formellement documentée).
 (août 2022).
Si vous disposez d'ouvrages ou d'articles de référence ou si vous connaissez des sites web de qualité traitant du thème abordé ici, merci de compléter l'article en donnant les références utiles à sa vérifiabilité et en les liant à la section « Notes et références ».
Sont classés dans les grandes catastrophes les faits divers à portée nationale, les évènements industriels, climatiques ou touchant les transports terrestres, maritimes ou aériens, qui se sont déroulés en France depuis 1900 et ont occasionné un grand nombre de victimes ou des dégâts matériels exceptionnels, marquant durablement la mémoire collective.
Les actes de guerre et les attentats sont exclus de cette liste.

## Tableau des catastrophes
| Catastrophe                                                                                          | Type                              | Date                             | Victimes-blessés                    | blessés |
| --- | --------------------------------- | -------------------------------- | ----------------------------------- | ------- |
| Inondation de Valleraugue, épisode cévenol (Gard)                                                    | Inondation                        | 27 septembre 1900                | Env. 30 morts                       |         |
| Éruption de la montagne Pelée en 1902 (Martinique)                                                   | Éruption volcanique               | 8 mai 1902                       | Env. 30 000 morts                   |         |
| Accident de métro du 10 août 1903 à Paris                                                            | Accident ferroviaire              | 10 août 1903                     | 84 morts                            |         |
| Catastrophe de Courrières (Pas-de-Calais)                                                            | Catastrophe minière               | 10 mars 1906                     | 1 099 morts                         |         |
| Séisme de 1909 dans le Sud de la France (Bouches-du-Rhône, Hérault)                                  | Séisme                            | 11 juin 1909                     | 46 morts                            |         |
| Crue de la Seine de 1910 (région parisienne)                                                         | Inondation                        | Janvier-février 1910             | 11 morts                            |         |
| Accident ferroviaire de Melun (Seine-et-Marne)                                                       | Accident ferroviaire              | 4 novembre 1913                  | 41 morts                            |         |
| Explosion du dépôt de munition des dix-huit ponts à Lille (Nord)                                     | Explosion                         | 11 janvier 1916                  | 104 morts                           |         |
| Accident ferroviaire de Saint-Michel-de-Maurienne (Savoie)                                           | Accident ferroviaire              | 12 décembre 1917                 | 435 morts                           |         |
| Explosion du dépôt de munitions du camp de Beaussenq (Saint-Martin-de-Crau, Bouches-du-Rhône)        | Explosion                         | 3 juin 1918                      | 100 morts, 50 blessés               |         |
| Naufrage de l'Afrique au plateau de Rochebonne au large des Sables-d'Olonne (Vendée)                 | Naufrage                          | 12 janvier 1920                  | 568 morts                           |         |
| Éboulement de Roquebillière (Alpes-Maritimes)                                                        | Écroulement                       | 24 novembre 1926                 | 28 morts                            |         |
| Ouragan Okeechobee (Antilles françaises)                                                             | Cyclone tropical                  | Décembre 1928                    | Env. 1 200 morts                    |         |
| Inondations de mars 1930 dans le bassin du Tarn                                                      | Inondation                        | 1er au 4 mars 1930               | Env. 700 morts                      |         |
| Catastrophe de Fourvière (Lyon, Rhône)                                                               | Écroulement                       | 12 au 13 novembre 1930           | 40 morts                            |         |
| Naufrage du Saint-Philibert (Loire-Atlantique)                                                       | Naufrage                          | 14 juin 1931                     | Des centaines                       |         |
| Accident ferroviaire de Lagny-Pomponne (Seine-et-Marne)                                              | Accident ferroviaire              | 23 décembre 1933                 | 204 morts                           |         |
| Explosion de la poudrerie de Saint-Chamas (Bouches-du-Rhône)                                         | Explosion                         | 16 novembre 1936                 | 53 morts                            |         |
| Aiguat de 1940 (not. Amélie-les-Bains, Pyrénées-Orientales, et Aude)                                 | Inondation, épisode méditerranéen | 16 au 20 octobre 1940            | 350 morts                           |         |
| Explosion de l'abri Sadi-Carnot à Brest (Finistère)                                                  | Explosion                         | 9 septembre 1944                 | Des centaines                       |         |
| Incendie de la forêt des Landes de 1949 (Gironde)                                                    | Incendie                          | 19 août 1949                     | 82 morts                            |         |
| Séisme d'Orléansville (Algérie française)                                                            | Séisme                            | 9 septembre 1954                 | Env. 1 500 morts                    |         |
| Accident des 24 Heures du Mans 1955 (Sarthe)                                                         | Accident de la route              | 11 juin 1955                     | 84 morts                            |         |
| Catastrophe du Queyras (de la Savoie aux Alpes-Maritimes)                                            | Inondation, épisode méditerranéen | juin 1957                        | 2 morts                             |         |
| Inondations dans les Cévennes (??)                                                                   | Inondation, épisode méditerranéen | octobre 1958                     | 36 morts                            |         |
| Rupture du barrage de Malpasset à Fréjus (Var)                                                       | Rupture de barrage                | 2 décembre 1959                  | 423 morts                           |         |
| Catastrophe de Clamart (carrières, en Hauts-de-Seine)                                                | Écroulement                       | 1er juin 1961                    | 20 morts ?                          |         |
| Accident du vol Air France 159 à l'aéroport d'Orly (Val-de-Marne)                                    | Accident aérien                   | 3 juin 1962                      | 130 morts                           |         |
| Accident du vol Air France 117 à Deshaies (Guadeloupe)                                               | Accident aérien                   | 22 juin 1962                     | 113 morts                           |         |
| Catastrophe de la raffinerie de Feyzin (Rhône)                                                       | Explosion                         | 4 janvier 1966                   | 18 morts                            |         |
| Accident du vol Air India 101 dans le massif du Mont-Blanc (Hte-Savoie)                              | Accident aérien                   | 24 janvier 1966                  | 117 morts                           |         |
| Éruption de tornades de juin 1967 (not. Nord et Pas-de-Calais)                                       | Tornade                           | 24 et 25 juin 1967               | 15 morts et 200 blessés             |         |
| Avalanche de 1970 à Val-d'Isère (Savoie)                                                             | Avalanche                         | 10 février 1970                  | 39 morts, 37 blessés                |         |
| Catastrophe du plateau d'Assy (Passy, Hte-Savoie)                                                    | Écroulement                       | 15 au 16 avril 1970              | 71 morts                            |         |
| Incendie du 5-7 à Saint-Laurent-du-Pont (Isère)                                                      | Incendie                          | 1er novembre 1970                | 146 morts                           |         |
| Effondrement du tunnel de Vierzy (Aisne)                                                             | Accident ferroviaire              | 16 juin 1972                     | 108 morts                           |         |
| Crash de Noirétable à Viscomtat (Puy-de-Dôme)                                                        | Accident aérien                   | 27 octobre 1972                  | 60 morts                            |         |
| Incendie du collège Édouard Pailleron (Paris)                                                        | Incendie                          | 6 février 1973                   | 20 morts                            |         |
| Accident du vol Varig 820 à Saulx-les-Chartreux (Essonne)                                            | Accident aérien                   | 11 juillet 1973                  | 123 morts                           |         |
| Accident du vol Turkish Airlines 981 en forêt d'Ermenonville (Oise)                                  | Accident aérien                   | 3 mars 1974                      | 346 morts                           |         |
| Le bouchon du siècle sur la Nationale 10 (not. Vienne ou Charente...)                                | Embouteillage sous canicule       | 2 août 1975                      | 145 morts                           |         |
| Naufrage du pétrolier l'Amoco Cadiz (Bretagne Nord)                                                  | Marée noire                       | Mars 1978                        | Pas de victime                      |         |
| Accident du vol Inex-Adria Aviopromet 1308 à Petreto-Bicchisano                                      | Accident aérien                   | 1er décembre 1981                | 180 morts                           |         |
| Accident de Beaune (Côte-d'Or)                                                                       | Accident de la route              | 31 juillet 1982                  | 53 morts                            |         |
| Catastrophe du Grand-Bornand (Haute-Savoie)                                                          | Inondation                        | 14 juillet 1987                  | 23 morts                            |         |
| Tempête de 1987 (Bretagne et Cotentin)                                                               | Tempête                           | 15 octobre 1987                  | 34 morts                            |         |
| Accident ferroviaire de la gare de Lyon (Paris)                                                      | Accident ferroviaire              | 27 juin 1988                     | 56 morts                            |         |
| Inondation de Nîmes (Gard)                                                                           | Inondation, épisode méditerranéen | 3 octobre 1988                   | 11 morts                            |         |
| Ouragan Hugo (Guadeloupe)                                                                            | Cyclone tropical                  | septembre 1989                   | 11 morts                            |         |
| Tempêtes de l'hiver 1990                                                                             | Tempête                           | Janvier-février 1990             | 81 morts                            |         |
| Accident ferroviaire de Melun (Seine-et-Marne)                                                       | Accident ferroviaire              | 17 octobre 1991                  | 16 morts                            |         |
| Catastrophe du mont Sainte-Odile                                                                     | Accident aérien                   | 20 janvier 1992                  | 87 morts et 9 blessés\survivants    |         |
| Catastrophe de Furiani (stade, en Haute-Corse)                                                       | Écroulement                       | 5 mai 1992                       | 18 morts                            |         |
| Inondation de Vaison-la-Romaine (Vaucluse)                                                           | Inondation, épisode méditerranéen | 22 septembre 1992                | 56 morts et ≈50 blessés             |         |
| Ouragan Luis (Antilles françaises)                                                                   | Cyclone tropical                  | 4-6 septembre 1995               | 13 morts et 247 blessés             |         |
| Incendie du tunnel du Mont-Blanc (à Chamonix, Hte-Savoie)                                            | Incendie                          | 24 mars 1999                     | 39 mortset 14 blessés               |         |
| Inondations dans l'Aude                                                                              | Inondation, épisode méditerranéen | 12 et 13 novembre 1999           | 36 morts et ≈100 blessés            |         |
| Naufrage du pétrolier l'Erika (Bretagne Sud)                                                         | Marée noire                       | décembre 1999                    | Pas de victimes                     |         |
| Tempêtes Lothar (de la Bretagne à l'Alsace) et Martin (du Poitou au Jura), fin décembre 1999         | Tempête                           | 26 au 28 décembre 1999           | 92 mortset 2 000 blessés            |         |
| Accident du Concorde à Gonesse (Val-d'Oise)                                                          | Accident aérien                   | 25 juillet 2000                  | 113 mortset 0 blessés\survivants    |         |
| Tornade de Montpellier                                                                               | Tornade                           | 19 septembre 2000                | 3 morts et 8 blessés                |         |
| Explosion de l'usine AZF de Toulouse (Haute-Garonne)                                                 | Explosion                         | 21 septembre 2001                | 31 morts et 2 500 blessés           |         |
| Inondations dans le Gard, l'Hérault, la Lozère et le Vaucluse                                        | Inondation, épisode méditerranéen | 8 et 9 septembre 2002            | 24 morts et ≈100 blessés            |         |
| Crue du Rhône de 2003                                                                                | Inondation                        | 1-4 décembre 2003                | 7 morts et ≈22 blessés              |         |
| Tornade en Val-de-Sambre de 2008                                                                     | Tornade                           | 3 août 2008                      | 3 morts (+ 1 suicide) et 18 blessés |         |
| Tempête Klaus (Sud-Ouest)                                                                            | Tempête                           | 24 et 25 janvier 2009            | 12 mortset ≈31 blessés              |         |
| Tempête Xynthia (Charentes et Poitou)                                                                | Tempête                           | 26 février au 1er mars 2010      | 53 mortset 7 blessés (grave)        |         |
| Inondations des années 2010 dans le Var                                                              | Inondation, épisode méditerranéen | 15 juin 2010 à 1er décembre 2019 | 54 morts et ≈250 blessés            |         |
| Accident ferroviaire de Brétigny-sur-Orge (Essonne)                                                  | Accident ferroviaire              | 12 juillet 2013                  | 7 morts et 70 blessés               |         |
| Inondations dans les Pyrénées-Orientales, les Alpes-Maritimes, l'Hérault, le Gard et le Var          | Inondation, épisode méditerranéen | 17 septembre au 30 novembre 2014 | 17 morts et 10 blessés              |         |
| Crash de la Germanwings dans le massif des Trois-Évêchés (Prads-Haute-Bléone, Alpes de Hte-Provence) | Accident aérien                   | 24 mars 2015                     | 150 mortset 0 blessé\survivant      |         |
| Inondations dans les Alpes-Maritimes                                                                 | Inondation, épisode méditerranéen | 3 et 4 octobre 2015              | 20 mortset 1 blessés                |         |
| Accident de Puisseguin (Gironde)                                                                     | Accident de la route              | 23 octobre 2015                  | 43 mortset 8 blessés                |         |
| Accident ferroviaire d'Eckwersheim (Bas-Rhin)                                                        | Accident ferroviaire              | 14 novembre 2015                 | 11 mortset 21 blessés               |         |
| Crue trentennale de la Seine                                                                         | Inondation                        | Juin 2016                        | 5 morts,                            |         |
| Incendie du Cuba Libre (Rouen, Seine-Maritime)                                                       | incendie                          | 5 au 6 août 2016                 | 14 mortset 8 blessés                |         |
| Ouragan Irma (Antilles françaises)                                                                   | Cyclone tropical                  | Septembre 2017                   | 13 morts                            |         |
| Accident de Millas (Pyrénées-Orientales)                                                             | Accident de la route              | 14 décembre 2017                 | 6 mortset 18 blessés                |         |
| Inondations dans l'Aude                                                                              | Inondation, épisode méditerranéen | 15 et 16 octobre 2018            | 15 mortset 8 blessés                |         |
| Tempête Adrian (Provence, Corse)                                                                     | Tempête                           | 30 octobre au 1er novembre 2018  | 0 morts et 1 blessé                 |         |
| Effondrement rue d'Aubagne à Marseille (Bouches-du-Rhône)                                            | Effondrement                      | 5 Novembre 2018                  | 8 mortset 2 blessés                 |         |
| Incendie de Notre-Dame de Paris                                                                      | Incendie                          | 15 et 16 avril 2019              | 0 mort et 1 blessé                  |         |
| Incendie de l'usine Lubrizol à Rouen (Seine-Maritime)                                                | Incendie                          | 26 septembre 2019                | 0 mort (immédiat) et 8 bléssés      |         |
| Effondrement du pont de Mirepoix-sur-Tarn (Haute-Garonne)                                            | Catastrophe de pont               | 18 novembre 2019                 | 2 morts et 1 blessés                |         |
| Inondations dans le Var et les Alpes-Maritimes (Alerte Rouge)                                        | Inondation, épisode méditerranéen | 23 novembre et 1er décembre 2019 | 12 mort et 10 blessés               |         |
| Tempête Alex - Inondations dans les Alpes-Maritimes (Alerte Rouge)                                   | Inondation, épisode méditerranéen | 30 septembre au 2 octobre 2020   | 24 morts et                         |         |
| Feux de forêt de 2021 (Var)                                                                          | Incendie                          | 16 au 26 août 2021               | 2 morts et 31 blessés               |         |
| Feux de forêt de 2022 en Gironde                                                                     | Incendie                          | 12 juillet au 14 août 2022       | 0 mort et 25 blessés                |         |
| Cyclone Chido (Mayotte)                                                                              | Cyclone                           | 14 décembre 2024                 | 39 morts et 4 000 blessés           |         |

### Attentats
| Catastrophe                                                     | Date             | victimes                 |  |
| --------------------------------------------------------------- | ---------------- | ------------------------ |  |
| Attentat de la rue Copernic                                     | 3 octobre 1980   | 4 morts et 46 blessés    |  |
| Attentat de la rue des Rosiers                                  | 9 août 1982      | 6 morts et 22 blessés    |  |
| Attentat du 25 juillet 1995 à la gare de Saint-Michel du RER B  | 25 juillet 1995  | 8 morts et 117 blessés   |  |
| Attentats de mars 2012 en France                                | 15 mars 2012     | 8 morts et 6 blessés     |  |
| Attentats du 13 novembre 2015 en France                         | 13 novembre 2015 | 131 morts et 413 blessés |  |
| Attentat contre Charlie Hebdo                                   | 7 janvier 2015   | 12 morts et 11 blessés   |  |
| Prise d'otages du magasin Hyper Cacher de la porte de Vincennes | 9 janvier 2015   | 4morts et 9 blessés      |  |
| Attentat du 14 juillet 2016 à Nice                              | 14 juillet 2016  | 87 morts et 458 blessés  |  |
| Attentats de Trèbes et Carcassonne                              | 23 mars 2018     | 5 morts et 15 blessés    |  |
| Attentat du marché de Noël de Strasbourg                        | 11 décembre 2018 | 5 morts et 11 blessés    |  |
| Attentat de la préfecture de police de Paris                    | 3 octobre 2019   | 5 morts et 2 blessés     |  |
| Assassinat de Samuel Paty                                       | 16 octobre 2020  | 2 mort et 0 blessé       |  |

### Canicules
| Catastrophe                         | Date                 | Victimes                |
| ----------------------------------- | -------------------- | ----------------------- |
| Grande sécheresse de 1976           | mai à août 1976      |                         |
| Canicule de juillet 1983 (Provence) | juillet 1983         | 4 700 morts             |
| Canicule d'août 2003                | août 2003            | 15 000 morts            |
| Canicule de juillet 2006            | juillet 2006         | 2 065 morts             |
| Canicule de juin 2017               | Juin 2017            | Env. 600 morts          |
| Canicule de juin 2019               | Juin et juillet 2019 | 1 500 morts             |
| Canicule européenne de 2022         | 15 juin à août 2022  | >15 000 morts en Europe |